# Adsorbierbare organisch gebundene Halogene
Der AOX (Adsorbierbare Organisch gebundene Halogene; das X wird in der Chemie allgemein als Abkürzung für ein beliebiges Halogen verwendet) ist ein Gruppenparameter der chemischen Analytik, der vornehmlich zur Beurteilung von Wasser und Klärschlamm eingesetzt wird. Dabei wird die Summe der an Aktivkohle adsorbierbaren organischen Halogene bestimmt. Diese umfassen Chlor-, Brom- und Iodverbindungen. Organische Fluorverbindungen werden durch diese Analysenmethode nicht erfasst.  Da bei den organisch gebundenen Halogenen die Chlor-haltigen Verbindungen in der Regel deutlich überwiegen, wurde als Einheit für AOX mg Cl/l (ausgeschrieben: Milligramm Chlor je Liter) verwendet.

## Geschichte
Die Bestimmungsmethode für AOX wurde Mitte der 1970er Jahre von Wolfgang Kühn an der Universität Karlsruhe im Rahmen seiner Doktorarbeit entwickelt. Seit 1985 ist AOX ein Standardparameter in der Liste der Deutschen Einheitsverfahren zur Wasser-, Abwasser- und Schlammuntersuchung. 1990 wurde der AOX in die Liste der Schadstoffparameter nach § 3 Abwasserabgabengesetz (AbwAG) aufgenommen. Um den Eintrag von organisch gebundenen Halogenen in den Boden und damit ins Grundwasser und in Oberflächengewässer besser kontrollieren zu können, muss seit 1992 gemäß § 3 Abs. 5 der Klärschlammverordnung (AbfKlärV) der AOX-Gehalt in Klärschlämmen untersucht werden, wenn diese auf landwirtschaftlich oder gärtnerisch genutzte Böden aufgebracht werden sollen; nach ihr durfte die Summe der AOX nicht höher als 500 mg je kg Klärschlamm-Trockenmasse sein.

## Analysenmethode
Die Bestimmungsmethode für AOX ist in der DIN EN ISO 9562 (vormals DIN EN 1485 bzw. DIN 38409-H14) festgelegt. Die organisch gebundenen Halogene in der Probe werden entweder durch Ausschütteln in Gegenwart von Aktivkohle (Schüttelverfahren) oder mittels Durchspülen der Probe durch ein mit Aktivkohle gefülltes Glasrohr (Säulenverfahren) an die Aktivkohle gebunden (adsorbiert).
Bei der Probenvorbereitung sind mehrere Parameter zu berücksichtigen: pH-Wert, anorganisches Chlorid, DOC und Oxidationsmittel. Der für die Anreicherung notwendige pH-Wert sollte kleiner oder gleich 2 sein. Als Grenze für den Chloridgehalt in der zu messenden Probe (nicht zu verwechseln mit der Originalprobe) ist 1 g/l angegeben. Darüber hinaus kann es zu Störungen, insbesondere Überbefunden, kommen. Den Chloridgehalt kann man mit unterschiedlichen Methoden zuvor bestimmen. Ein hoher DOC (Dissolved Organic Carbon, gelöster organischer Kohlenstoff)-Gehalt von mehr als 10 mg/l dagegen kann die Adsorption stören und führt in der Regel zu Unterbefunden. Oxidationsmittel müssen mit Natriumsulfit (Salz der Schwefligen Säure) reduziert werden (Nachweis mit Kaliumjodid/Stärke). Die Probe wird mit einer Natriumnitratlösung versetzt und im jeweiligen Verfahren angereichert. Für das Schüttelverfahren wird die Aktivkohle in die zu untersuchende Probe gegeben und eine Stunde unter Schütteln – daher auch der Name des Verfahrens – gemischt. Dagegen wird beim Säulenverfahren die Probe mit einem definierten Durchfluss (3,3 ml/min) über die Aktivkohle geleitet. Die beladene Aktivkohle wird mit einer verdünnten Natriumnitrat-Waschlösung gewaschen, um vorhandene anorganische Halogenidrückstände (Salze) zu entfernen. Die Aktivkohle wird in einem Sauerstoffstrom bei Temperaturen von etwa 1000 °C, in der Regel werden 960–980 °C eingestellt, verbrannt. Bei der Reaktion entstehen vor allem Wasser, Kohlendioxid, Stickstoffoxid, Schwefeldioxid und die gewünschten Halogenwasserstoffe. Das im Verbrennungsprozess entstehende Wasser wird in einer Trockenfalle mit Schwefelsäure gebunden. Die restlichen Gase werden in einer Essigsäurelösung aufgefangen und mittels mikrocoulometrischer Titration, es werden Silberionen durch Strom erzeugt, gemessen. Das Ergebnis wird in µg/l Cl angegeben.
Die Genauigkeit der Analysenmethode ist abhängig von den in der Probe vorliegenden Stoffen (Probenmatrix). Insbesondere hohe Konzentrationen anorganischer chlorhaltiger und nichthalogenhaltiger organischer Verbindungen scheint das Analysenverfahren deutlich zu stören. Als Alternative steht das Hochchlorid-Verfahren (SPE-AOX) (vormals DIN 38409-H22) zur Verfügung.

## Auswirkungen Umwelt und Mensch
Organische Halogene werden in der Umwelt nicht natürlich abgebaut. Durch industriell hergestellte, halogenierte Produkte sowie halogenierte Medikamente, Drogen und Insektizide steigt die Konzentration von halogenierten Stoffen im Wasser- und Nahrungskreislauf. Leichte Verbindungen fungieren als starkes Treibhausgas. Alkylhalogene können hormonell aktiv sein, Störung der Antikörperbildung und Vakzin Wirkung, Steigung des Cholesterinspiegels und fördern Nierenkrebs und stehen im Verdacht, weitere Krebsarten auszulösen.

## Aussagekraft
Die Aussagekraft des AOX ist in Fachkreisen umstritten, da mit diesem Parameter sowohl praktisch unschädliche Verbindungen und hochtoxische Dioxine und Furane gleichermaßen erfasst werden. Des Weiteren werden teilweise auch nicht identifizierbare Verbindungen erfasst. AOX ist ein Summenparameter, der eine beschränkte Aussagekraft hinsichtlich der Belastung einer Probe mit halogenorganischen Verbindungen hat, aber keine ökotoxikologischen Aussagen ermöglicht.